# Joachim Heintze
Joachim Heintze (* 20. Juli 1926 in Berlin; † 31. März 2012 in Hamburg) war ein deutscher experimenteller Elementarteilchenphysiker.
Heintze besuchte das Schillergymnasium in Berlin und er leistete 1944/45 Reichsarbeitsdienst und Wehrdienst. Juni bis Dezember 1945 absolvierte er eine Lehre als Rundfunkmechaniker in Schwerin. Ab 1946 studierte er Physik an der TU Berlin bis zum Vordiplom und danach am Max-Planck-Institut für Physik in Göttingen und ab dem Sommersemester 1949 an der Universität Göttingen mit dem Diplom 1951. Er wurde 1953 an der Universität Heidelberg promoviert bei Otto Haxel (Zur natürlichen Radioaktivität der Kerne Vanadium 50, Indium 113, Tellur 123 und Kalium 40) und 1958 habilitiert (über Elektronenspinpolarisation beim Betazerfall). Danach war er einige Jahre am CERN. 1953 bis 1959 war er wissenschaftlicher Assistent am II. Physikalischen Institut in Heidelberg. 1959 bis 1964 war er am CERN (ab 1961 als Senior Physicist). 1963 erhielt er mit Volker Soergel für Arbeiten zur Messung des seltenen Betazerfall des Pions den Physikpreis der Deutschen Physikalischen Gesellschaft (Gustav-Hertz-Preis). 1964 wurde er als Nachfolger von Hans Kopfermann Professor an der Universität Heidelberg und Direktor des 1. Physikalischen Instituts. Mit Volker Soergel sorgte er dafür, dass an seinem Institut in Heidelberg neuartige Teilchendetektoren für die Beschleuniger am CERN und DESY entwickelt wurden. 1972/73 war er Dekan der Fakultät und in dieser Zeit erfolgte die Gründung des Instituts für Umweltphysik und der Neubau der Hörsäle für Physik am Neuenheimer Feld. 1991 wurde er emeritiert.
1992 erhielt er den Max-Born-Preis.